# Turkmenistan ai Giochi della XXXIII Olimpiade
Il Turkmenistan ha partecipato ai Giochi della XXXIII Olimpiade, svoltisi a Parigi dal 26 luglio all'11 agosto 2024, con una delegazione è composta da 6 atleti, 3 uomini e 3 donne.

## Delegazione
| Sport             | Uomini | Donne | Totale |
| ----------------- | ------ | ----- | ------ |
| Atletica leggera  | 0      | 1     | 1      |
| Judo              | 1      | 1     | 2      |
| Nuoto             | 1      | 1     | 2      |
| Sollevamento pesi | 1      | 0     | 1      |
| Totale            | 3      | 3     | 6      |

## Atletica leggera[2]
| Q | Qualificato al turno successivo per la posizione in qualificazione                                                           |
| q | Qualificato per il turno successivo per ripescaggio o, negli eventi su campo, conquistando la misura minima per qualificarsi |

### Femminile

#### Eventi su pista e strada
| Atleta             | Evento      | Preliminari | Preliminari | Batteria  | Batteria  | Semifinale      | Semifinale      | Finale          | Finale          |
| Atleta             | Evento      | Risultato   | Posizione   | Risultato | Posizione | Risultato       | Posizione       | Risultato       | Posizione       |
| ------------------ | ----------- | ----------- | ----------- | --------- | --------- | --------------- | --------------- | --------------- | --------------- |
| Valentina Meredova | 100 m piani | 12" 01      | 4 q         | 11" 95    | 9°        | non qualificata | non qualificata | non qualificata | non qualificata |

## Judo

### Maschile
| Atleta         | Evento | 16-esimi                      | Ottavi                      | Quarti               | Semifinali           | Ripescaggio          | Med. bronzo          | Finale               |
| Atleta         | Evento | Avversario Risultato          | Avversario Risultato        | Avversario Risultato | Avversario Risultato | Avversario Risultato | Avversario Risultato | Avversario Risultato |
| -------------- | ------ | ----------------------------- | --------------------------- | -------------------- | -------------------- | -------------------- | -------------------- | -------------------- |
| Serdar Rahimow | -66 kg | Edmilson Pedro (ANG) V (1-10) | Willian Lima (BRA) P (10-0) | Non qualificato      | Non qualificato      | Non qualificato      | Non qualificato      | Non qualificato      |

### Femminile
| Atleta          | Evento | 16-esimi              | Ottavi                       | Quarti               | Semifinali           | Ripescaggio          | Med. bronzo          | Finale               |
| Atleta          | Evento | Avversario Risultato  | Avversario Risultato         | Avversario Risultato | Avversario Risultato | Avversario Risultato | Avversario Risultato | Avversario Risultato |
| --------------- | ------ | --------------------- | ---------------------------- | -------------------- | -------------------- | -------------------- | -------------------- | -------------------- |
| Maýsa Pardaýewa | -57 kg | Cai Qi (ANG) V (10-0) | Rafaela Silva (BRA) P (0-10) | Non qualificata      | Non qualificata      | Non qualificata      | Non qualificata      | Non qualificata      |

## Nuoto

### Maschile
| Atleta       | Evento      | Batterie | Batterie | Semifinale      | Semifinale      | Finale          | Finale          |
| Atleta       | Evento      | Tempo    | Pos.     | Tempo           | Pos.            | Tempi           | Pos.            |
| ------------ | ----------- | -------- | -------- | --------------- | --------------- | --------------- | --------------- |
| Musa Žalaýew | 100 m dorso | 52' 29"  | 61°      | non qualificato | non qualificato | non qualificato | non qualificato |

### Femminile
| Atleta         | Evento      | Batterie  | Batterie | Semifinale      | Semifinale      | Finale          | Finale          |
| Atleta         | Evento      | Tempo     | Pos.     | Tempo           | Pos.            | Tempi           | Pos.            |
| -------------- | ----------- | --------- | -------- | --------------- | --------------- | --------------- | --------------- |
| Aýnura Primowa | 100 m dorso | 1' 10" 17 | 35°      | non qualificata | non qualificata | non qualificata | non qualificata |

## Sollevamento pesi

### Maschile
| Atleta               | Evento | Strappo   | Strappo    | Slancio   | Slancio    | Totale | Classifica |
| Atleta               | Evento | Risultato | Classifica | Risultato | Classifica | Totale | Classifica |
| -------------------- | ------ | --------- | ---------- | --------- | ---------- | ------ | ---------- |
| Döwranbek Hasanbaýew | 102 kg | 180       | 6°         | 190       | 10°        | 370    | 10°        |